# Angiodysplasie
Als Angiodysplasien (altgriech. ἀγγεῖον (angeīon) Gefäß, δυσ- (dys) 'miss-, un-', πλάσσειν (plassein) von πλάσσω bilden, formen) bezeichnet man Gefäßmissbildungen von Arterien, Venen oder Lymphgefäßen, welche in enormer Komplexität und Vielfalt vorkommen können. Als Synonym werden sie auch als vaskuläre Dysplasien bezeichnet.

## Hamburger Klassifikation
Früher konnte man diese Krankheitsbilder nur beschreiben und ihre Pathomorphologie konnte nicht erfasst werden. Je nach Gefäß erhielten die Fehlbildungen zahlreiche Syndrombezeichnungen, teilweise für die gleiche Fehlbildung. Die Zuordnung eines Erkrankungsbildes zu einem dieser Syndrome gelingt nicht immer und Überschneidungen sind möglich. Die 1988 entwickelte Hamburger Klassifikation vermeidet die Syndrombegriffe und versucht die Angiodysplasie nach ihren anatomischen und funktionellen Veränderungen zu beschreiben.
Einerseits wird nach zwei Formen unterschieden, trunkulär und extratrunkulär, bei denen die Störungen in den embryonalen Entwicklungsphasen berücksichtigt sind.
| Art                             | Trunkuläre Form                                                              | Extratrunkuläre Form                           |
| ------------------------------- | ---------------------------------------------------------------------------- | ---------------------------------------------- |
| Vorwiegend arterielle Fehler    | Aplasie (fehlende Anlage), Obstruktion (Verengung), Dilatation (Erweiterung) | Infiltrierend oder umschrieben                 |
| Vorwiegend venöse Fehler        | Aplasie, Obstruktion, Dilatation                                             | Infiltrierend oder umschrieben                 |
| Vorwiegend lymphatische Fehler  | Aplasie, Obstruktion, Dilatation                                             | Infiltrierend oder umschrieben                 |
| Vorwiegend arteriovenöse Fehler | Tiefe und oberflächliche AV-Fisteln                                          | Infiltrierend oder umschrieben                 |
| Kombinierte Fehler              | Arteriell und venös und lymphatisch mit und ohne AV-Fistel                   | Infiltrierend oder umschrieben hämolymphatisch |

## Syndrome

### Developmental Venous Anomaly
Bei der Developmental Venous Anomaly (DVA) handelt es sich um eine gutartige, venöse Fehlbildung im Gehirn. Die Anomalie besteht aus einem Bündel erweiterter, medullärer Venen, die auf eine kaliberstarke zentrale Drainagevene konvergieren.

### Naevus flammeus
Das Feuermal oder der Naevus flammeus ist eine gutartige Hautveränderung. Das Feuermal beruht auf einer angeborenen Fehlbildung. Die feinen Blutgefäße, die unterhalb der Oberhaut verlaufen, sind krankhaft erweitert und neigen zu Wucherungen. Das Feuermal kann in einigen Fällen Hinweis auf eine andere Krankheit sein. Bis zu 30 Syndrome konnten bis jetzt mit dem Auftreten eines Feuermals in Verbindung gebracht werden:

#### Sturge-Weber-Syndrom
Das Sturge-Weber-Syndrom ist eine angeborene fortschreitende Erkrankung aus der Gruppe der neurokutanen Phakomatosen. Es ist gekennzeichnet durch hohlräumige gutartige Gefäßtumoren (Angiome) im Gesichtsbereich, im Bereich der Meningen, im Bereich der ipsilateralen weichen Hirnhaut (Leptomeninx) und der Aderhaut des Auges (Choroidea). Betroffene Kinder können an epileptischen Anfällen, Glaukomen und geistiger Retardierung leiden.

#### Klippel-Trénaunay-Weber-Syndrom
Das Klippel-Trénaunay-Weber-Syndrom ist ein Fehlbildungssyndrom der Gefäße, das durch einen Naevus flammeus, Lymphangiome sowie partiellem Riesenwuchs des Rumpfs oder der Extremitäten definiert wird. Zudem können ursächliche Fehlbildungen des tiefen Blut- und Lymphgefäßsystems auftreten.

#### Maffucci-Syndrom
Das Syndrom ist durch eine Enchondromatose (multiple gutartige Knorpeltumore) sowie tiefe kavernöse Hämangiome und Lymphangiome der Haut und inneren Organe gekennzeichnet.

#### Hämangiom

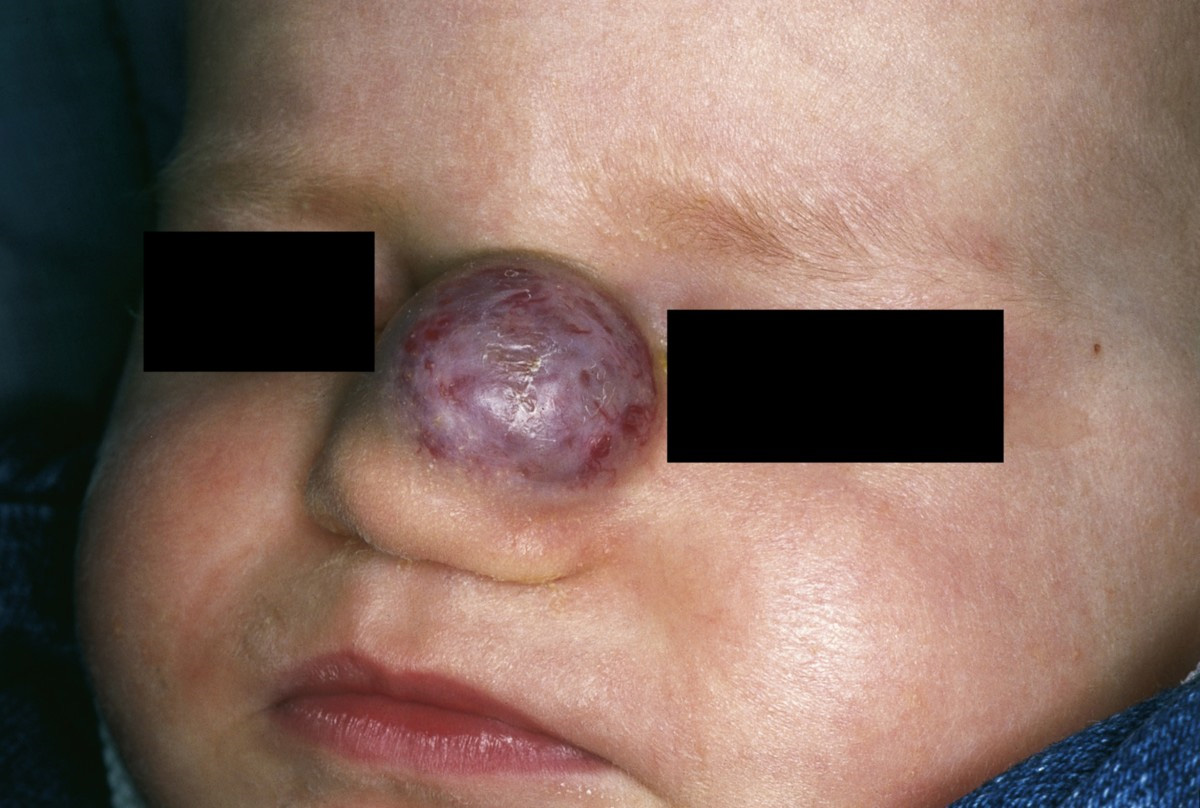
Hämangiom

Ein Hämangiom (Blutschwamm) ist ein embryonaler Tumor mit Endothel-Proliferation und sekundärer Ausbildung von Gefäßlumen. Man unterscheidet Kapilläres Hämangiom, Kavernöses Hämangiom, Trauben- bzw. beerenförmiges Hämangiom, Sklerosierendes Hämangiom, Haemangioma planotuberosum, Hämangiom der Augenhöhle und das Hämangiom der Leber.

##### Kasabach-Merritt-Syndrom
Beim Kasabach-Merritt-Syndrom kommt es zur Ausbildung von benignen, kavernösen und großen bis riesigen Hämangiomen. Es kommt eher beim benignen Tufted Angiom (Synonym: Angioblastoma of Nakagawa) und beim Kaposi-ähnlichen malignen epitheloiden Hämangioendotheliom vor.

##### Pyogenes Granulom
Das pyogene Granulom ist ein gutartiger vaskulärer Hauttumor aus der Gruppe der Hämangiome. Es handelt sich um eine exophytische Gefäßproliferation.

### Vaskuläre Malformation

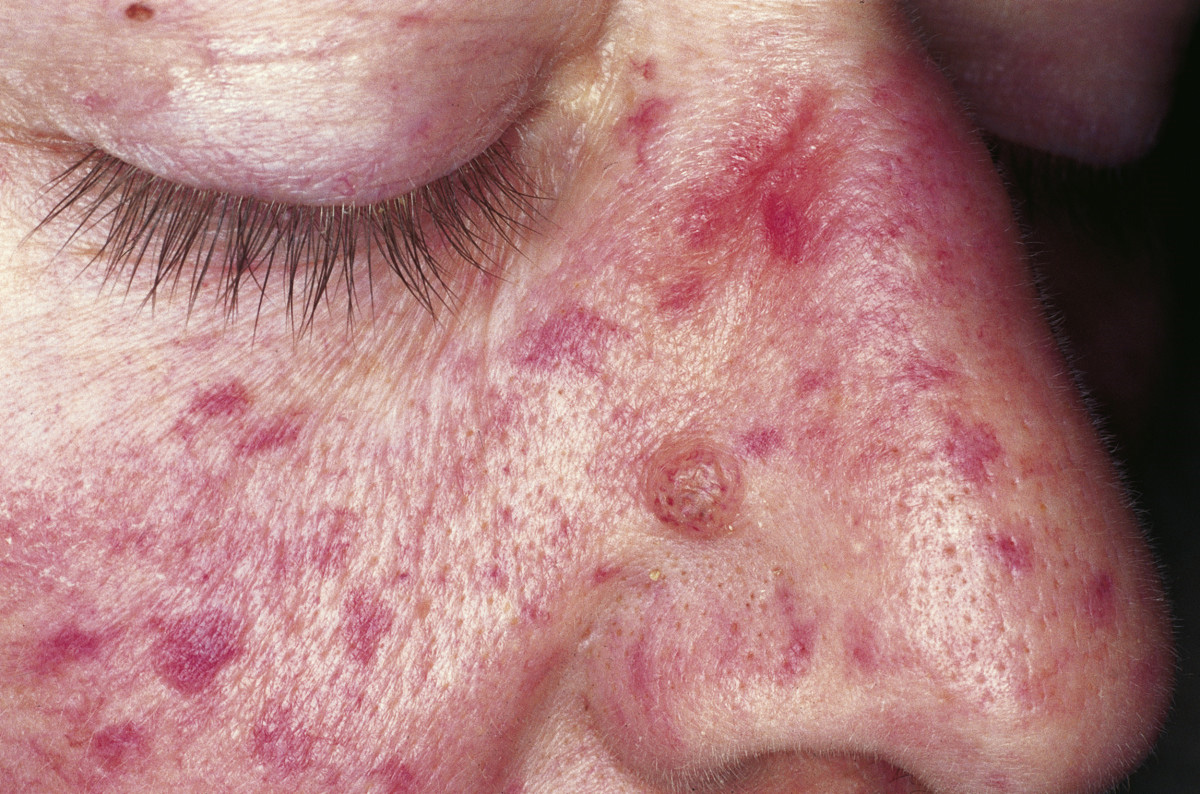
Morbus Osler

Eine vaskuläre Malformation (Gefäßmalformation) ist eine Fehlbildung eines oder mehrerer Blut- oder Lymphgefäße. Zu den vaskulären Malformationen zählen Arteriovenöse Malformationen (AV-Malformationen), die  Kavernome (venösen Malformationen), und lymphatische Malformationen. Eine besondere Form eines Lymphangiomes ist das Hygroma colli. Auch das Gorham-Stout-Syndrom wird mit Lymphangiomen in Verbindung gebracht. Meistens sind Malformationen angeboren, zeigen aber im Laufe des Lebens eine Größenprogredienz. Zu den kapillaren Malformationen gehört im Verdauungstrakt der Morbus Osler.

#### Morbus Osler
Morbus Osler ist eine autosomal-dominant vererbte Erkrankung, bei der es zu krankhaften Erweiterungen von Blutgefäßen kommt. Diese sogenannten Teleangiektasien können überall auftreten, finden sich jedoch besonders in der Nase (Leitsymptom Nasenbluten), Mund, Gesicht und den Schleimhäuten des Magen-Darm-Traktes, sie können aber auch in der Lunge, in der Leber und im Gehirn auftreten, wodurch – insbesondere ab dem 40. Lebensjahr – innere Blutungen auftreten können, die sogar lebensbedrohliche Auswirkungen, etwa einen hämorrhagischen Schock, haben können.

### Heyde-Syndrom

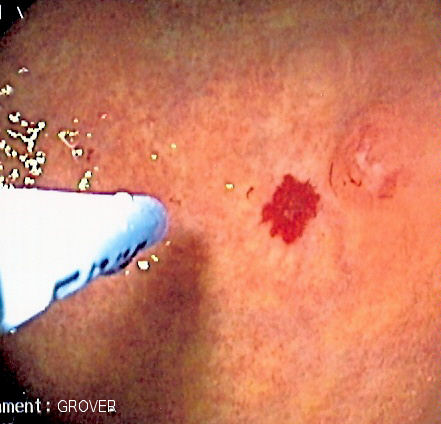
Koagulation einer Angiodysplasie des Colons beim Heyde-Syndrom

Das Heyde-Syndrom besteht aus der Kombination einer erworbenen Aortenklappenstenose und Blutungen aus fehlgebildeten Blutgefäßen des aufsteigenden Teils des Dickdarms. Die durch die Blutungen auftretende Anämie wird auch als Teil des Syndroms angesehen.

### Kommerell-Divertikel
Beim Kommerell-Divertikel handelt es sich um eine sackartige Erweiterung bzw. Ausstülpung des Aortenbogens oder der absteigenden Hauptschlagader (Aorta descendens) im Falle einer aus der Aorta abgehenden rechten Unterschlüsselbein-Arterie (Arteria subclavia dextra).

### Von-Hippel-Lindau-Syndrom
Das Von-Hippel-Lindau-Syndrom ist eine seltene, erbliche Tumorerkrankung aus dem Formenkreis der sogenannten Phakomatosen. Die Patienten entwickeln gutartige, geschwulstähnliche Gewebsveränderungen (Angiome) vornehmlich im Bereich der Netzhaut des Auges und des Kleinhirns. Im zentralen Nervensystem können darüber hinaus auch der Hirnstamm und das Rückenmark, selten das Großhirn betroffen sein. Charakteristisch ist, dass sich Geschwulste entwickeln, die aus Gefäßknäueln bestehen. Viele Patienten haben auch Gewebsveränderungen im Bereich von Niere (Nierenzellkarzinome), Nebenniere (Phäochromozytom) und  Bauchspeicheldrüse. Bei Männern kann der Nebenhoden betroffen sein.